# Lanocira gardineri
Lanocira gardineri är en kräftdjursart som beskrevs av Stebbing1904. Lanocira gardineri ingår i släktet Lanocira och familjen Corallanidae. Inga underarter finns listade i Catalogue of Life.